# Kilometrul zero (București)

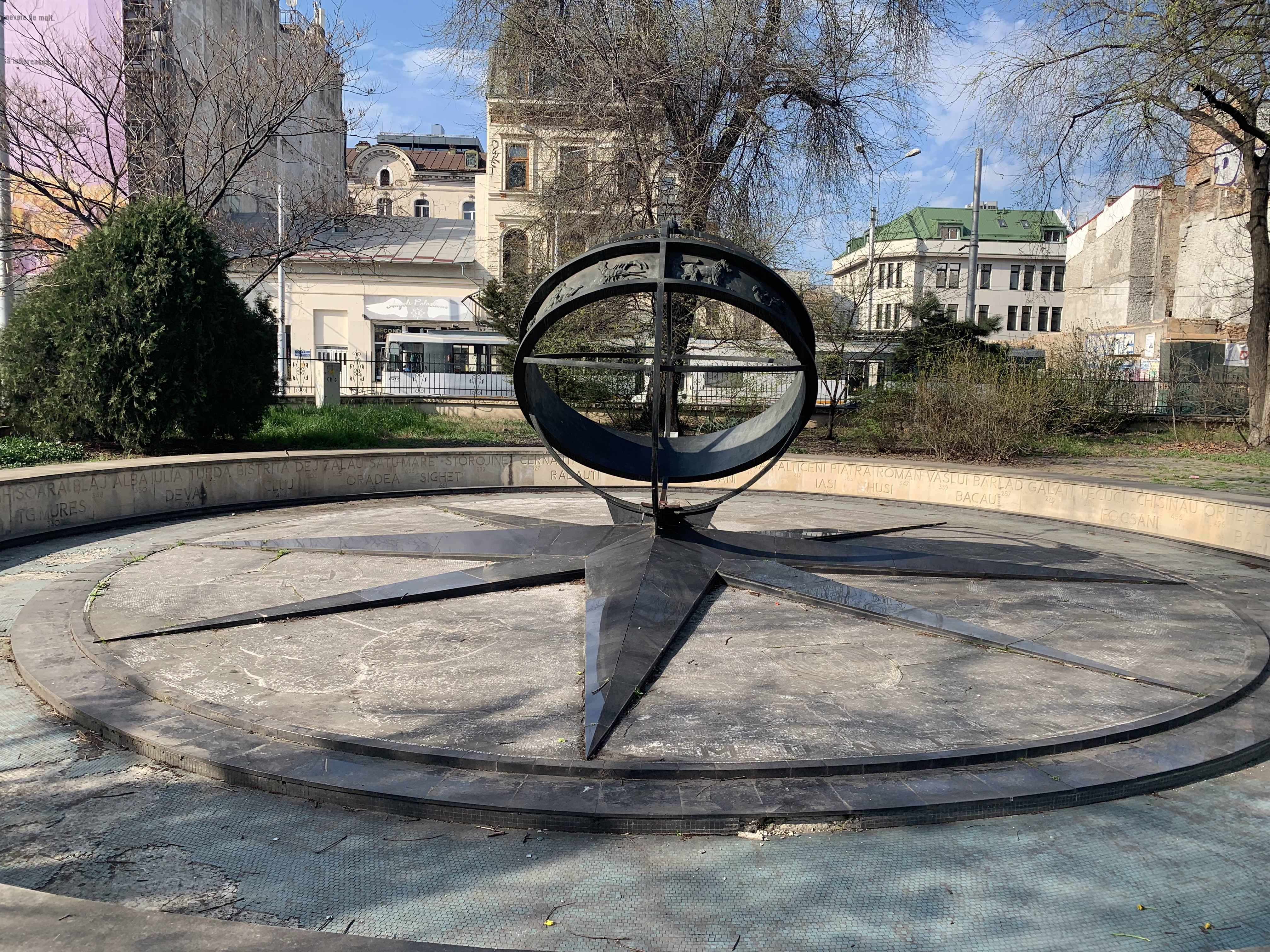
Monumentul Kilometrul zero

Monumentul Kilometrul zero localizat în centrul Bucureștiului, România, în fața Bisericii Sf. Gheorghe Nou, sector 3, a fost conceput de arhitectul Octav Doicescu în colaborare cu sculptorul Constantin Baraschi în 1936.
Monumentul de la Kilometrul 0 este un bazin în centrul căruia se află o roză a vânturilor, între razele căreia sunt gravate denumirile principalelor provincii istorice românești: Ardeal, Banat, Basarabia, Bucovina, Dobrogea, Moldova, Muntenia și Oltenia. Ce vedem în prezent, nu este forma originală a monumentului, ci o refacere parțială, în sensul că doar fundul bazinului și roza vânturilor corespunde originalului. În centrul rozei, este plasată o sferă încinsă pe circumferință cu un brâu pe care sunt reprezentate semnele zodiacului, iar pe lateralele de piatră ale bazinului în care stă puțin scufundată roza sunt săpate denumirile unor orașe ale României și distanțele, pornind din Kilometrul 0 până la ele. Printre orașele ale căror denumiri sunt gravate pe acesta se numără și Chișinău, Orhei, Tighina, care sunt în prezent în Republica Moldova, precum și Silistra și Bazargic azi Dobrici din Bulgaria, care au făcut parte din România Mare din 1913 până în 1940.

## O istorie zbuciumată
Inspirată de monumentul Miliarium Aureum din Roma, la începutul anului 1936 municipalitatea capitalei a hotărât instalarea în acest loc a unui monument numit Piatra Miliară. Monumentul urma să fie alcătuit dintr-un bazin circular cu o roză a vânturilor având între raze numele și stemele provinciilor României. În mijlocul acestui ansamblu, pe o sferă de marmură neagră cu diametrul de cca 3 metri, urma să fie amplasată o statuie reprezentându-l pe Sfântul Gheorghe omorând balaurul realizată de sculptorul Constantin Baraschi care a și fost realizată. Deși inițial Patriarhia României și-a dat acceptul, ulterior a revenit asupra hotărârii și s-a opus realizării monumentului invocând drept motiv a doua poruncă din decalog, care interzice idolatria, în traducere românească populară „să nu-ți faci chip cioplit” (în septuaginta εἴδωλον, eidolon, idol). Drept urmare, statuia Sfântului Gheorghe a fost amplasată în Parcul Carol al II-lea, actualul Parc Herăstrău, iar sculptorul Constantin Baraschi, a propus ca deasupra sferei de marmură neagră să fie înălțată statuia lui Făt-Frumos omorând un balaur. Monumentul nu a fost acceptat nici în această formă și până să se mai ia vreo decizie a început al Doilea Război Mondial. Cum după sfârșitul războiului începe perioada comunistă iar stemele și numele Basarabiei și Bucovinei nu mai puteau apărea pe monument, în 1952 sfera a fost demontată și bazinul circular a fost acoperit cu pământ.
După Revoluția Română din 1989 monumentul a fost restaurat conform situației descoperită in situ, și inaugurat pe 9 iunie 1998, în timpul Lunii Bucureștilor. În locul sferei de marmură neagră a fost realizat un glob pământesc schematic din bronz, operă a sculptorului Ioan Bolborea.